# Trent Klatt
Trent Thomas Klatt (* 30. Januar 1971 in Robbinsdale, Minnesota) ist ein ehemaliger US-amerikanischer Eishockeyspieler und derzeitiger -trainer sowie -scout, der während seiner aktiven Karriere zwischen 1989 und 2004 unter anderem 856 Spiele für die Minnesota North Stars, Dallas Stars, Philadelphia Flyers, Vancouver Canucks und Los Angeles Kings in der National Hockey League auf der Position des rechten Flügelstürmers bestritten hat.

## Karriere
Klatt spielte während seiner Highschoolzeit zwischen 1986 und 1989 für die Osseo Senior High School. Nach Beendigung der Highschool, wobei er nach der letzten Spielzeit mit der Auszeichnung zum Minnesota Mr. Hockey bedacht wurde, wurde der Stürmer im NHL Entry Draft 1989 in der vierten Runde an 82. Position von den Washington Capitals ausgewählt. Er wechselte anschließend aber zunächst an die University of Minnesota. Für deren Eishockeyteam spielte er die folgenden drei Jahre bis zum Frühjahr 1992 in der Western Collegiate Hockey Association, einer Division im Spielbetrieb der National Collegiate Athletic Association.
Bereits während seiner Collegezeit waren die Transferrechte an Klatts Person im Juni 1991 gemeinsam mit Steve Maltais von den Washington Capitals zu den Minnesota North Stars transferiert worden. Im Gegenzug erhielt der Hauptstadtklub dafür Shawn Chambers. So gab der US-Amerikaner noch zum Ende der Spielzeit 1991/92 sein NHL-Debüt für die North Stars. Die folgende Saison pendelte er dann zwischen dem NHL-Team und dem Farmteam in der International Hockey League, den Kalamazoo Wings. Zum Spieljahr 1993/94 zogen die North Stars nach Dallas um und firmierten fortan unter dem Namen Dallas Stars. Dort war der Stürmer bis zum Dezember 1995 Stammspieler, ehe er im Tausch für Brent Fedyk an die Philadelphia Flyers abgegeben wurde. Dort fand er für die folgenden drei Jahre eine neue sportliche Heimat und erreichte mit der Mannschaft in der Spielzeit 1996/97 das Finale um den Stanley Cup, wo die Flyers aber den Detroit Red Wings unterlagen. Zudem stellte er in dieser Saison mit 45 Scorerpunkten eine Karrierebestmarke auf.
Im Oktober 1998 trennten sich die Flyers kurz nach dem Saisonstart von ihrem Flügelstürmer und tauschten ihn gegen ein Sechstrunden-Wahlrecht der Vancouver Canucks im NHL Entry Draft 2000 ein. Für das Franchise von der kanadischen Westküste war Klatt bis zum Ende der Saison 2002/03 aktiv – lediglich unterbrochen von einer längeren Periode im Farmteam Syracuse Crunch in der American Hockey League in der Spielzeit 1999/2000 sowie einer langwierigen Bauchverletzung in der Spielzeit 2001/02. Seine letzte Profisaison bestritt er schließlich im Spieljahr 2003/04 bei den Los Angeles Kings, bei denen er sich als Free Agent für die folgenden zwei Jahre verpflichtete. Er beendete die erste Saison im Kings-Trikot mit 43 Scorerpunkten. Da das folgende Spieljahr aber komplett dem Lockout zum Opfer fiel, bestritt Klatt keine weiteren Einsätze. Im September 2005 gab er im Alter von 34 Jahren das Ende seiner aktiven Karriere offiziell bekannt.
Nach einer mehrjährigen Pause kehrte Klatt im Jahr 2008 in den Eishockeysport zurück. Zunächst arbeitete er als Assistenztrainer an der Grand Rapids High School und nahm zur Saison 2009/10 zudem einen Posten als Entwicklungstrainer bei den New York Islanders aus der NHL an, den er bis zum Sommer 2015 innehatte. Zwischenzeitlich war er zwischen 2012 und 2015 auch Direktor der Scouting-Abteilung für den Amateurbereich gewesen. Seit 2015 arbeitet der US-Amerikaner lediglich in der Funktion als Amateur-Scout für das Franchise und trainiert parallel das Eishockeyteam der  Grand Rapids High School. Dort war er bereits bis zum Sommer 2010 als Assistenztrainer tätig gewesen.

### International
Für sein Heimatland spielte Klatt im Juniorenbereich bei der Junioren-Weltmeisterschaft 1991 in Kanada. Am Ende der Einfachrunde mit acht Mannschaften belegten die US-Amerikaner den vierten Rang und verpassten damit knapp eine Medaille. Klatt selbst war mit zwölf Scorerpunkten in sieben Partien zweitbester Scorer seines Teams und siebtbester insgesamt. Für die Herren-Nationalmannschaft bestritt der Stürmer die Weltmeisterschaft 1999 in Norwegen. Dort belegten die US-Boys den sechsten Platz. Im Rahmen des Turniers erzielte Klatt drei Tore.

## Erfolge und Auszeichnungen
- 1989 Minnesota Mr. Hockey

## Karrierestatistik

### International
Vertrat die USA bei:
- Junioren-Weltmeisterschaft 1991
- Weltmeisterschaft 1999

(Legende zur Spielerstatistik: Sp oder GP = absolvierte Spiele; T oder G = erzielte Tore; V oder A = erzielte Assists; Pkt oder Pts = erzielte Scorerpunkte; SM oder PIM = erhaltene Strafminuten; +/− = Plus/Minus-Bilanz; PP = erzielte Überzahltore; SH = erzielte Unterzahltore; GW = erzielte Siegtore; 1 Play-downs/Relegation; Kursiv: Statistik nicht vollständig)